# تصادف‌گرایی
تصادف‌گرایی (به انگلیسی: accidentalism) در فلسفه، انسداد علی (ماهیت علی) در قلمرو فیزیکی جبر فیزیکی را انکار می‌کند و معتقد است که رویدادها می‌توانند به‌صورت تصادفی یا شانسی (نه به‌معنای ریاضی، بلکه به معنای رایج) یکی پس از دیگری رخ دهند. مخالفان تصادف‌گرایی معتقدند آنچه که به نظر یک اتفاق تصادفی می‌آید، در واقع نتیجه یک یا چند علت است که تنها به‌دلیل عدم بررسی ناشناخته باقی مانده‌اند. چارلز سندرز پیرس اصطلاح تایکیسم را برای نظریه‌هایی به کار برد که شانس را عاملی عینی در روند جهان می‌دانند.
این اصطلاح در اخلاق، مانند اصل عدم قطعیت، برای اشاره به این نظریه به‌کار می‌رود که تغییر ذهنی را نمی‌توان همیشه به حالات روان‌شناختی از پیش تعیین‌شده نسبت داد، و اراده به‌طور علّی با انگیزه‌های دخیل مرتبط نیست. نمونه‌ای از این نظریه آموزه «آزادی بی‌تفاوتی» (liberum arbitrium indifferentiae) است که بر اساس آن، انتخاب دو یا چند گزینه جایگزین نه تحت تأثیر داده‌های معاصر از نوع اخلاقی یا احتیاطی و نه تحت تأثیر عادت (شخصیت) قرار می‌گیرد.